# Аме II де Сарребрюк-Коммерси
Аме II де Сарребрюк-Коммерси (Amé II de Sarrebruck-Commercy) (1435—1476) — граф де Брен, сеньор де Коммерси.
Из французского рода сеньоров Коммерси, унаследовавших в 1276 г. немецкое графство Саарбрюккен (в 1341 г. род разделился на 2 линии — Саарбрюккен и Сарребрюк-Коммерси). Сын Роберта I де Сарребрюк-Коммерси (1414—1464) и Жанны де Пьерпон (1415—1459), графини де Брен и де Руси.
После смерти матери унаследовал графство Брена. После смерти отца как младший сын получил сеньорию Коммерси, а графство Руси с сеньориями Пьерпон, Монмирайль и Ферте Гоше достались его старшему брату — Жану VII (1430—1497).
Жил в Брене, оставив в Коммерси управляющего — губернатора.
В отличие от отца, всё время воевавшего с соседями и расстроившего из-за этого свои финансы, Аме II предпочитал мирную жизнь и оставил о себе мало воспоминаний.
Он с 1462 года был женат на Гиллеметте (ок. 1450—1500), дочери Тибо Люксембургского, сеньора де Фьенн. Их сын Роберт II унаследовал владения родителей и бездетного дяди — Жана VII де Руси.
Вдова Аме II Гиллеметта Люксембургская в 1478 году вышла замуж за Жиля де Бельвиля, сеньора де Монтагю.